# Tipula pararia
Tipula pararia är en tvåvingeart som beskrevs av Alexander 1966. Tipula pararia ingår i släktet Tipula och familjen storharkrankar.
Artens utbredningsområde är Peru. Inga underarter finns listade i Catalogue of Life.